# Sãos e Salvos!
Sãos e Salvos! foi um seriado brasileiro exibido pela TV Cultura de 7 de agosto de 2000 a 5 de maio de 2001. Teve os roteiros escritos por Nélio Abbade e foi dirigido por Renata Neves.
Com uma temática que envolvia praias e surfe, o seriado teve no total treze episódios, com uma hora de duração cada. Era exibido sempre às segundas-feiras, às 17h30, com reprises aos sábados.
O cartunista Angeli foi responsável pelos cenários e a criação visual do programa, enquanto Adão Iturrusgarai foi o responsável pelas animações e caricaturas. O estilista Marcelo Sommer produziu o figurino. A parte visual da série tentou se aproximar aos desenhos animados, com cenários propositalmente artificiais e figurinos com muita fantasia.
A série teve um orçamento de 800 mil reais, e contou com recursos disponibilizados através da Lei Rouanet.

## Enredo
Numa ilha, em um ambiente politicamente correto, vários personagens praticam esportes, respeitam a natureza e, por esse motivo, estão "sãos e salvos". A série contava com um DJ, interpretado por Tuca Andrada, que recebia convidados especiais, músicos de sucesso na época como Raimundos, Rumbora e Maurício Manieri. A trilha sonora contou com nomes como Paralamas do Sucesso, O Rappa e Jorge Ben Jor.
O primeiro episódio fazia uma referência aos bastidores do filme A Praia, estrelado por Leonardo DiCaprio, que enfrentou protestos de tailandeses contra a alteração das paisagens. Na sátira, uma equipe de filmagens chega à ilha para gravar um longa metragem, com Brad Pinto e Sharon Rolling Stone como protagonistas.

## Elenco
- Tuca Andrada - DJ Kiko
- Vera Zimmermann - Carlinha
- Samantha Monteiro - Marina
- Giovana Zotti - Pati
- Patrícia Ermel - Bel
- Caco Nolasco - Pedrão

### Participações especiais
- Rui Minharro - Colete
- Estrela Strauss - Soninha
- Raul Barreto - Nick
- Luciene Adami - Gostosona
- Diego Codazzi - Marolinha
- Sant'ana Bola Sete - Salva
- José Rubens Chachá - Rony
- Henrique Pessoa - Branco
- Neco Vila Lobos - Camarão